# Aree Wiratthaworn
Aree Wiratthaworn (tajski อารีย์ วิรัฐถาวร, ur. 26 lutego 1980) – tajska sztangistka. Brązowa medalistka olimpijska z Aten.
Zawody w 2004 były jej jedynymi igrzyskami olimpijskimi. Zdobyła brąz w wadze do 48 kg. Była medalistką mistrzostw świata i zawodów o randze kontynentalnej. Była srebrną medalistką mistrzostw świata w 2003 i 2006, a także brązową medalistką tej imprezy w 2005.